# Мері-Енн Ейсел
Мері-Енн Ейсел (англ. Mary-Ann Eisel; нар. 25 листопада 1946) — колишня американська тенісистка.
Перемагала на турнірах Великого шолома в змішаному парному розряді.

## Фінали турнірів Великого шолома

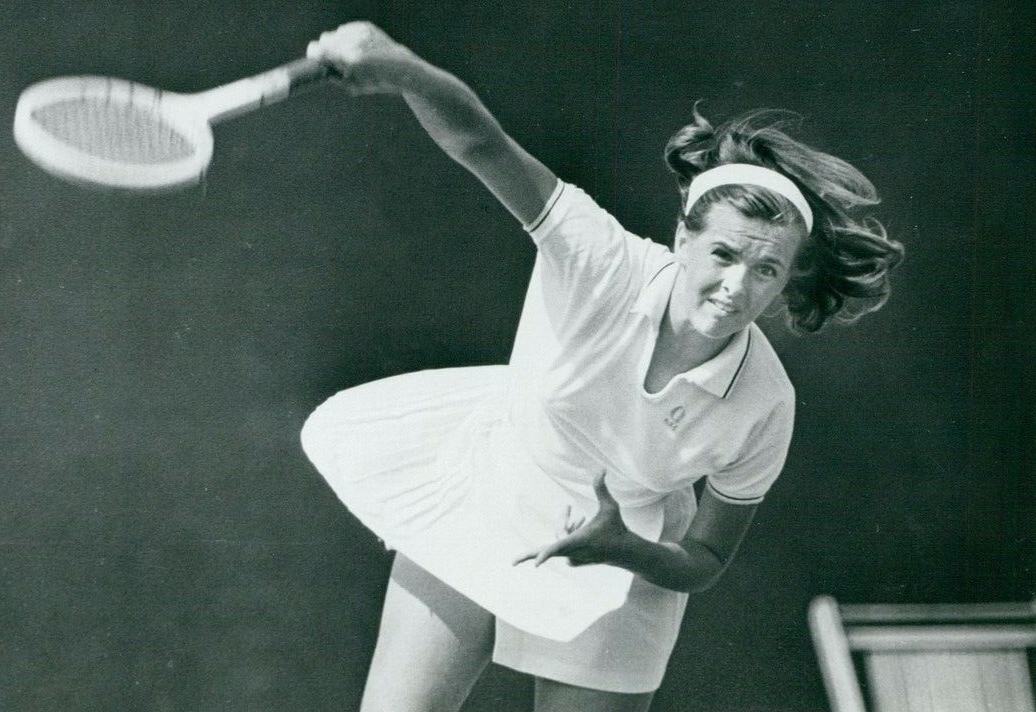
Ейсел, 1968 рік

### Парний розряд (1 поразка)
| Результат | Рік  | Турнір                           | Покриття | Партнерка   | Суперниці                      | Рахунок       |
| --------- | ---- | -------------------------------- | -------- | ----------- | ------------------------------ | ------------- |
| Поразка   | 1967 | Відкритий чемпіонат США з тенісу | Трава    | Донна Флойд | Розмарі Касалс Біллі Джин Кінг | 6–4, 3–6, 4–6 |

### Мікст (1 перемога)
| Результат | Рік  | Турнір                           | Покриття | Партнер      | Суперник і суперниця   | Рахунок  |
| --------- | ---- | -------------------------------- | -------- | ------------ | ---------------------- | -------- |
| Перемога  | 1968 | Відкритий чемпіонат США з тенісу | Трава    | Пітер Кертіс | Торі Фрец Джеррі Перрі | 6–4, 7–5 |